# Мегауретер
Мегауретер (МУ, син. мегалоуретер) — аномальное расширение мочеточника, препятствующее его опорожнению. Диагностируется при диаметре мочеточника не менее 7 мм, начиная с 30 недели жизни плода. Как следствие, может развиваться гидронефроз, способный приводить к повреждению почки и снижению её функции. Застой мочи в мочеточнике может также повышать склонность к пиелонефриту.
Уретерэктазия — лёгкая степень тяжести мегауретера, тип I по классификации Пфистера-Хендрена.
Гидроуретер или уроуретер — скопление жидкости в расширенном мочеточнике из-за обструкции вне его самого. По сути является синонимом мегауретера, но обычно используется в случаях нейрогенного мочевого пузыря или типовой обструкции нижней части мочеиспускательной системы.

## История
В 1971 году Лео Кассен определил, что диаметр мочеточника у младенцев и детей обычно не превышает 5 мм. Позднее, в 1985 году, Микаэль Хеллстрем через анализ экскреторных урограмм уточнил нормальный диаметр мочеточника до 6 мм. Повторное изучение исследований позволило, в конце концов, повысить верхний предел нормы до 7 мм.
Понятие мегауретера было стандартизировано на основе семинара, прошедшего в Филадельфии в 1976 году, в результате чего его стали делить на врождённый и вторичный. А в 1977 году Смит и его коллеги дали базовую классификацию мегауретера, поделив его на обструктивный, рефлюксирующий и необструктивный нерефлюксирующий. Более точную классификацию дал в 1980 году Лоуэлл Кинг, добавив 4-ю группу — обструктивный рефлюксирующий мегауретер.
В 1978 году появилась классификация по морфологическим признакам от Пфистера и Хендрена, согласно которой было выделено 3 типа мегауретера, поделённые по наличию или тяжести гидронефроза и по степени увеличения чашечно-лоханочной системы.

## Этиология
Мегауретер может быть врождённым или вторичным. Врождённый является поражением самого мочеточника, в то время как вторичный является следствием какой-либо другой проблемы, не связанной с самим мочеточником.
Классификация по Кингу включает 4 возможных типа мегауретера по его происхождению как для первичного (врождённого), так и для вторичного мегауретера: обструктивный, рефлюксирующий, необструктивный нерефлюксирующий и обструктивный рефлюксирующий. Наиболее часто встречающимися типами мегауретера являются врождённый необструктивный нерефлюксирующий и рефлюксирующий, а наиболее редким является обструктивный рефлюксирующий.

### Врождённый мегауретер
| Тип                              | Причины                                                                                                |
| -------------------------------- | --- |
| Обструктивный                    | Непроходимость самого мочеточника, дефект обычно находится в районе пузырно-мочеточникового соединения |
| Рефлюксирующий                   | Из аномалий присутствует только рефлюкс                                                                |
| Необструктивный нерефлюксирующий | Идиопатическое расширение мочеточника при отсутствии как непроходимости, так и рефлюкса                |
| Обструктивный рефлюксирующий     | Непроходимость самого мочеточника усугубляется рефлюксом                                               |

В случае врождённого обструктивного мегауретера причиной чаще всего является адинамическая надпузырная часть мочеточника, неспособная эффективно продвигать мочу в мочевой пузырь.

### Вторичный мегауретер
| Тип                              | Причины                                                                           |
| -------------------------------- | --------------------------------------------------------------------------------- |
| Обструктивный                    | Инфравезикальная обструкция или внешние повреждения                               |
| Рефлюксирующий                   | Обструкция нижней части мочеиспускательной системы или нейрогенный мочевой пузырь |
| Необструктивный нерефлюксирующий | Полиурия или инфекция                                                             |

## Патогенез
В результате мегауретера повышается давление на почечно-лоханочную систему, вызывая её расширение в совокупности с гидронефрозом и нарушая кровообращение в почке.
Также мегауретер может вызывать застой мочи в мочеточнике, препятствуя своевременному выведению попавшей в мочеиспускательные пути микробной микрофлоры, что в свою очередь может способствовать развитию пиелонефрита.
Нарушение кровообращения в совокупности с хроническим воспалением может привести к рубцеванию паренхимы, снижая функцию почек, что в случае двустороннего мегаутерера в конечном итоге может привести к хронической болезни почек.

## Диагностика
Подозрение на мегауретер обычно возникает при ультразвуковом обследовании плода во время беременности или после родов. Подтверждается диагноз с помощью экскреторной урографии и радиоизотопной ренографии. Радиоизотопная ренография может показать наличие препятствия, а рефлюкс диагностируется с помощью микционной цистоуретрографии.
Поскольку расширение мочеточника может быть следствием повышенного давления в мочевом пузыре, можно провести уродинамическое функциональное исследование, при котором в мочевой пузырь нагнетается жидкость, а затем в нём измеряется давление.
Степень тяжести мегауретера определяют по морфологическим признакам согласно классификации Пфистера-Хендрена, в зависимости от влияния, оказываемого на чашечно-лоханочную систему почки.
| Тип     | Степень тяжести                                                    |
| ------- | ------------------------------------------------------------------ |
| Тип I   | Расширенный мочеточник (уретерэктазия), но без гидронефроза        |
| Тип II  | Оба мочеточника расширены вместе с почечными лоханками и чашечками |
| Тип III | Тяжёлый гидронефроз с деформацией мочеточников                     |

## Лечение
В большинстве случаев обнаруживаемый мегауретер протекает бессимптомно и лечится консервативно. Хирургическое вмешательство может быть показано при наличии следующих факторов:
- снижение функции почки, мочеточник которой расширен;
- рецидивирующие инфекции мочевыводящих путей с повышением температуры тела, несмотря на профилактику антибиотиками;
- боль;
- камни в мочеточнике;
- отсутствие улучшений или продолжающееся расширение мочеточника при дальнейших обследованиях.

В случаях пурырно-мочеточникового рефлюкса или непроходимости мочеточника может быть проведена реимплантация мочеточника. Реимплантация может происходить через мочевой пузырь, извне мочевого пузыря или комбинированными техниками.
При уретероцеле могут быть произведены эндоскопическое рассечение мочеточника или его реимплантация, в зависимости от специфики заболевания. Если при реимплантации длина мочеточника оказывается недостаточной или поражён весь тазовый отдел мочеточника, может быть произведена операция Боари, при которой мочеточник удлиняют за счёт лоскута стенки мочевого пузыря.

## Профилактика
В целях предотвращения развития инфекции мочеиспускательной системы и, как следствие, пиелонефрита, новорождённым с диагностированным гидронефрозом может быть рекомендована профилактика антибиотиками. Также профилактика антибиотиками требуется в случае мегауретера, возникающего из-за пузырно-мочеточникового рефлюкса. В большинстве случаев мегауретера проводится профилактика антибиотиками либо пока мегауретер не пройдёт сам по себе, либо пока ребёнок не научится ходить на горшок, либо пока не закончится лечение посредством хирургического вмешательства.

### Комментарии
1. ↑  Обструктивный рефлюксирующий тип мегауретера добавлен в классификации Кинга, но не всегда применяется в клинической практике.